# هوغو فيكرز
هوغو فيكرز (بالإنجليزية: Hugo Vickers)‏ هو كاتب سير ومؤلف بريطاني، ولد في 11 ديسمبر 1951 في لندن في المملكة المتحدة.